# 新普羅科皮夫卡
47°24′45″N 35°50′11″E / 47.41250°N 35.83639°E
新普羅科皮夫卡（烏克蘭語：Новопрокопівка）是位於烏克蘭東南部的村莊，由扎波羅熱州波洛希區的托克馬克市鎮負責管轄。該村面積4.52平方公里，海拔高度139米，2001年人口747，人口密度每平方公里170人。2022年3月，當地被俄羅斯佔領。